# Гамильтон, Джеймс, 1-й герцог Аберкорн
Джеймс Гамильтон, 1-й герцог Аберкорн (англ. James Hamilton, 1st Duke of Abercorn; 21 января 1811, Вестминстер, Мидлсекс, Англия — 31 октября 1885, Баронскорт, Тирон , Великобритания) — шотландский аристократ, государственный деятель, пэр Соединённого королевства, лорд-наместник Ирландии (1866—1868 и 1874—1876).

## Биография

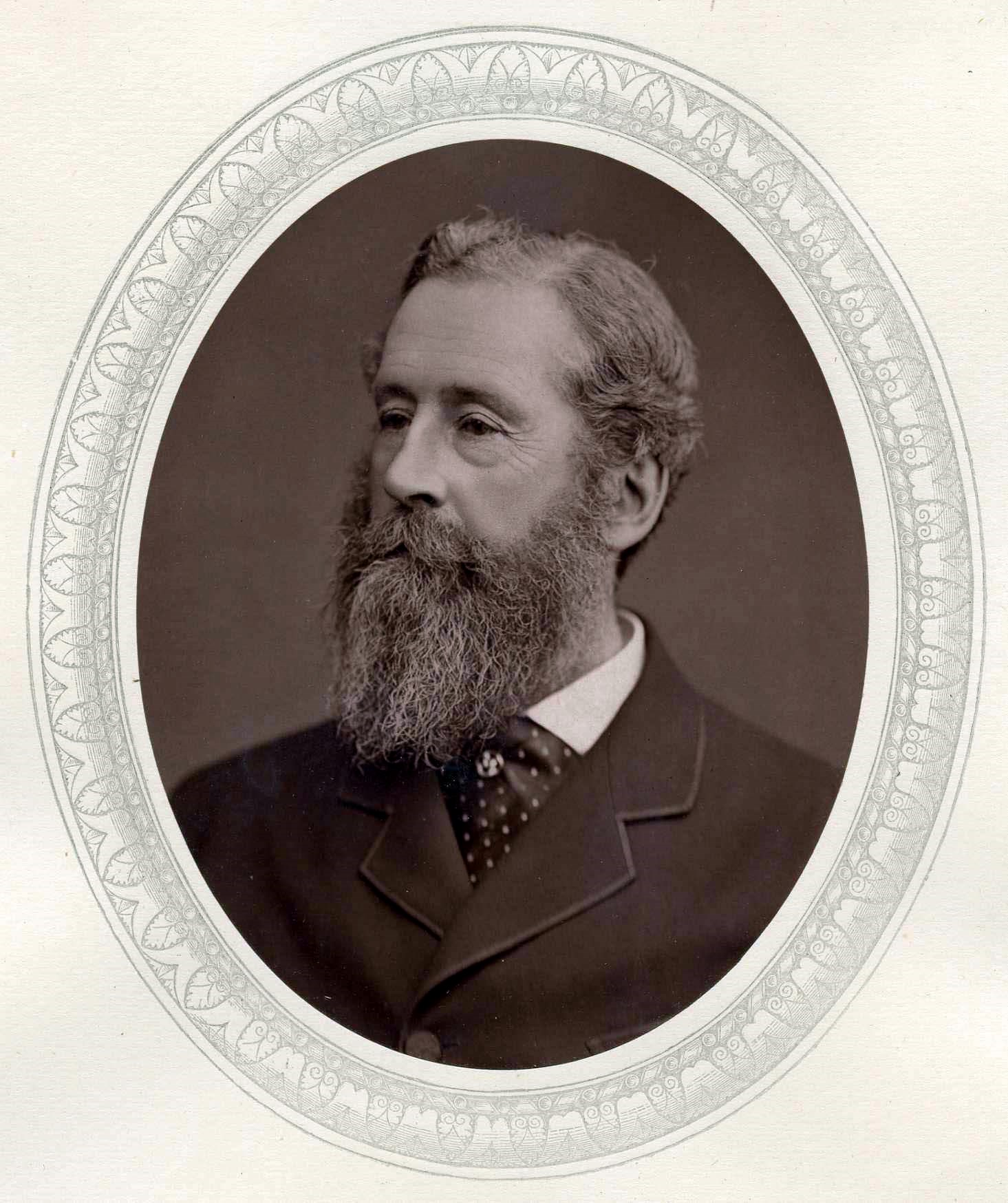
Джеймс Гамильтон, 1-й герцог Аберкорн

Старший сын Джеймса Гамильтона, виконта Гамильтона (1786—1814) и его жены Гарриет Дуглас (1792—1833), дочери достопочтенного Джона Дугласа (1756—1818). Внук Джона Джеймса Гамильтона, 1-го маркиза Аберкорн (1756—1818). 27 января 1818 года, в возрасте семи лет, унаследовал титул 2-го маркиза Аберкорн и поместья своего деда.
Образование получил в школе Хэрроу и аристократическом колледже Оксфордского университета — Крайст-Чёрч.
В 1856 году получил докторскую степень по гражданскому праву в Оксфордском университете.
В 1844 году герцог Аберкорн стал рыцарем ордена Подвязки. В том же году назначен и оставался до конца жизни лордом-наместником графства Донегол. Входил в число приближённых принц-консорта Альберта и оставался заметной фигурой королевского двора в течение следующих двух десятилетий.
В 1846 году был назначен тайным советником. В 1866 году стал вице-королём Ирландии.
10 августа 1868 года для него был создан титул маркиза Гамильтона из Страбана и герцога Аберкорна.
В конце 1868 года был возведен в герцогство Аберкорн, что предоставило ему пэрство Соединённого королевства.
С 1874 по 1876 год Джеймс Гамильтон вновь занимал пост лорда-наместника Ирландии.
С 1874 года — великий мастер Великой ложи Ирландии.
Дж. Гамильтон — генерал-майор Королевской гвардии Шотландии, член Тайного совета Великобритании.
Был канцлером Ирландского университета (с 1881 года).
Его преемник, Джеймс Гамильтон, 2-й герцог Аберкорн, продолжил семейную традицию и стал кавалером Ордена Подвязки в 1892 году. 3-й герцог Аберкорн был членом Палаты общин и губернатором Северной Ирландии, а также кавалером Ордена Святого Патрика и Ордена Подвязки.

## Семья и дети

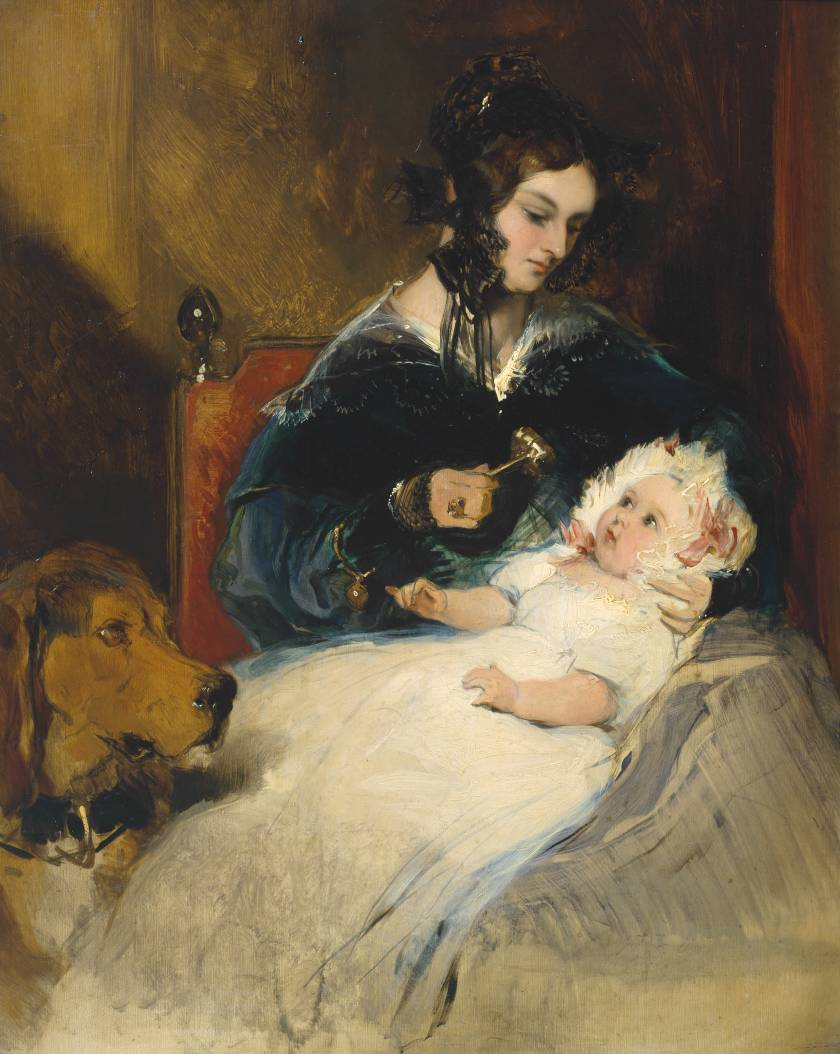
Луиза Гамильтон, герцогиня Аберкорн, картина Эдвина Ландсира

25 октября 1832 года в замке Гордон Джеймс Гамильтон, маркиз Аберкорн, женился на леди Луизе Джейн Рассел (8 июля 1812 — 31 марта 1905), второй дочери Джона Рассела, 6-го герцога Бедфорда (1766—1839), и леди Джорджианы Гордон (1781—1853). У них было четырнадцать детей, тринадцать из которых пережили младенчество, в том числе семь дочерей, всем из которых было приказано выйти замуж за пэров, чтобы никто из них не был ниже ранга графа.
- леди Гарриет Джорджиана Луиза Гамильтон (6 июля 1834 — 23 апреля 1913), замужем в 1855 году за Томасом Джорджем Энсоном, 2-м графом Личфилдом (1825—1892). У них было восемь сыновей и пять дочерей.
- леди Беатрикс Фрэнсис Гамильтон (21 июля 1835 — 21 января 1871), замужем в 1854 году за Джорджем Фредериком Д’Арси Лэмбтоном, 2-м графом Даремом (1828—1879)
- леди Луиза Джейн Гамильтон (26 августа 1836 — 16 марта 1912), замужем в 1859 году за Уильямом Монтегю Дугласом Скоттом, 6-м герцогом Баклю (1831—1914)
- Джеймс Гамильтон, 2-й герцог Аберкорн (24 августа 1838 — 3 января 1913), старший сын и преемник отца
- леди Кэтрин Элизабет Гамильтон (9 января 1840 — 3 сентября 1874), вышедшая замуж в 1858 году за Уильяма Генри Эджкамба, 4-го графа Маунт-Эджкамба (1833—1917).
- леди Джорджиана Сьюзен Гамильтон (9 января 1841 — 3 сентября 1913), замужем в 1882 году за Эдвардом Турнуром, 5-м графом Уинтертоном[англ.] (1833—1917)
- лорд Клод Гамильтон (20 февраля 1843 — 26 января 1925), депутат Палаты общин в 1865—1868, 1869—1880, 1880—1885, 1885—1888, 1910—1918 годах. Был женат с 1878 года на Каролине Чандос-Поул (1857—1911), двое детей
- лорд Джордж Гамильтон (17 декабря 1845 — 22 сентября 1927), член Палаты общин (в 1868—1885, 1885—1906 годах, первый лорд Адмиралтейства, секретарь по делам Индии. В 1871 году женился на леди Мод Кэролайн Ласселл (1846—1938), у них было трое детей.
- леди Альберта Фрэнсис Энн Гамильтон (29 июля 1847 — 7 января 1932) вышла замуж в 1869 году за Джорджа Чарльза Спенсера-Черчилля, 8-го герцога Мальборо (1844—1892). Брак был расторгнут в 1883 году.
- лорд Рональд Дуглас Гамильтон (17 марта 1849 — 6 ноября 1867)
- леди Мод Эвелин Гамильтон (17 декабря 1850 — 21 октября 1932), замужем в 1869 году за Генри Петти-Фицморисом, 5-м маркизом Лансдауном (1845—1927)
- лорд Космо Гамильтон (16 апреля 1853 — 16 апреля 1853, в тот же день)
- лорд Фредерик Спенсер Гамильтон[англ.] (13 октября 1856 — 11 августа 1928), член Палаты общин в 1885—1886, 1892—1895 годах
- лорд Эрнест Гамильтон (5 сентября 1858 — 14 декабря 1939), член Палаты общин в 1885—1892 годах. Женат с 1891 года на Памеле Кэмпбелл (? — 1931), дочери капитана Фредерика Августа Кэмпбелла. У них было два сына и две дочери.

Герцог Аберкорн скончался 31 октября 1885 года в возрасте 74 лет в Баронскорте, графство Тирон, Северная Ирландия, и ему наследовал его старший сын Джеймс Гамильтон, 2-й герцог Аберкорн. Герцогиня Аберкорн умерла в марте 1905 года в возрасте 92 лет.

## Титулатура
- 2-й маркиз Аберкорн (с 27 января 1818)
- 10-й лорд Аберкорн, графство Линлитгоу (с 27 января 1818)
- 3-й виконт Гамильтон (с 27 января 1818)
- 10-й лорд Пейсли, Гамильтон, Маунткасл и Килпатрик (с 27 января 1818)
- 6-й баронет Гамильтон из Доналонга в графстве Тирон и Нины в графстве Типперэри (с 27 января 1818)
- 10-й лорд Пейсли из графстве Ренфру (с 27 января 1818)
- 11-й лорд Гамильтон, барон Страбан, графство Тирон (с 27 января 1818)
- 10-й граф Аберкорн (с 27 января 1818)
- 5-й барон Маунткасл, графство Тирон (с 27 января 1818)
- 5-й виконт Страбан (с 27 января 1818)
- 1-й маркиз Гамильтон из Страбана, графство Тирон (с 10 августа 1868)
- 1-й герцог Аберкорн (с 10 августа 1868).